# Большая Контора
Больша́я Конто́ра (бел. Вялікая Кантора) — посёлок в составе Воротынского сельсовета Бобруйского района Могилёвской области Республики Беларусь.

## Население
- 1999 год — 8 человек
- 2010 год — 2 человека